# Стимсон, Генри Льюис
Ге́нри Лью́ис Сти́мсон (англ. Henry Lewis Stimson, 21 сентября, 1867, Нью-Йорк — 20 октября, 1950) — американский государственный деятель, занимавший пост военного министра США, генерал-губернатора Филиппин и государственного секретаря США.

## Биография
Родился в богатой семье Льюиса Эттербери Стимсона и Кандас Вилер (дочь Кэндис Уилер). Мать Генри умерла, когда ему было семь лет, и в результате он во многом воспитывался дедушкой и бабушкой.
Учился в Академии Филлипса в Эндовере (штат Массачусетс), затем в Йельском университете, где получил степень бакалавра в 1888 году. Был принят в общество «Череп и кости». Продолжил образование в Школе права Гарвардского университета. В 1891 году занялся адвокатской практикой: поступил на работу в нью-йоркскую юридическую фирму Root and Clark, два года спустя стал партнёром. В 1893 году Стимсон женился на Мэйбл Веллингтон Уайт (англ. Mabel Wellington White), праправнучке одного из отцов-основателей США Роджера Шермана; у них не было детей.
В 1906 году президент Теодор Рузвельт назначил Стимсона прокурором южного района Нью-Йорка. На этом посту Стимсон активно проводил анти-трестовскую политику Рузвельта. В 1910 году Стимсон был кандидатом от республиканцев на выборах мэра Нью-Йорка, но проиграл выборы. C 1911 по 1913 год Стимсон был военным министром в администрации Уильяма Тафта. Во время Первой мировой войны служил в армии во Франции. Дослужился до полковника артиллерии.
В 1927 году президент Калвин Кулидж направил Стимсона в Никарагуа, для ведения мирных переговоров о прекращении гражданской войны в этой стране. С декабря 1927 по март 1929 года Стимсон занимал пост генерал-губернатора Филиппин.
С 1929 по 1933 годы занимал пост государственного секретаря США в администрации президента Герберта Гувера. Возглавлял делегацию США на военно-морской конференции в Лондоне. Когда в 1931 году Япония оккупировала Маньчжурию и создала там марионеточное государство Маньчжоу-го, Стимсон направил ноты правительствам Японии и Китая, о том, что США не признают законности никакого договора или ситуации, которые бы нарушали права США или Китайской республики. Эта позиция вошла в историю как «доктрина Стимсона» (англ. Stimson Doctrine).
Стимсон был активным противником установления дипломатических отношений между США и СССР.
Вернувшись к частной жизни с окончанием президентского срока Гувера, Стимсон остался противником японской агрессии в Азии.
В 1940 году президент Рузвельт назначает Стимсона на пост военного министра. Стимсон руководит гигантским расширением небольшой в предвоенный период американской армии до 10 миллионов солдат. Для этого вводился призыв в армию.
Стимсон осуществлял надзор за созданием атомной бомбы, контролируя непосредственного руководителя Манхэттенского проекта генерала Лесли Гровса. Возглавляя комиссию по применению атомной бомбы Стимсон вычеркнул из составленного списка целей бомбардировки культурный центр Японии Киото, в котором когда-то провёл медовый месяц и заменил его на Нагасаки.
В конце Второй мировой войны Стимсон выступал сторонником «баланса сил» и необходимости существования сфер влияния: считал концепцию советской и американской сфер интересов единственным логическим способом избежать «столкновения лбами с СССР». Считал, что при ведении дел с Россией не следует проявлять ни полного доверия, ни крайней вражды, и выражал обеспокоенность намерением президента Трумэна говорить языком «грубой откровенности» с советскими лидерами.
21 сентября 1945 года, сразу после капитуляции Японии Стимсон, которому было 78 лет, ушел в отставку. В своем последнем меморандуме на имя Трумэна изложил концепцию постепенного развития сотрудничества с СССР в области атомной энергии, видя в нём способ предотвращения гонки ядерных вооружений и содействия демократизации самого СССР.
Автор книги (совместно с Макджорджем Банди) On Active Service in Peace and War, вышедшей в 1948 году.
Жил в своём поместье на Лонг-Айленде, где и умер в 1950 году.